# 霧島鐵力
霧島 鐵力（きりしま てつお、1996年4月24日 - ）は、モンゴル国ドルノド県出身で音羽山部屋（入門時は陸奥部屋）所属の現役大相撲力士である。本名はビャンブチュルン・ハグワスレン（モンゴル文字：ᠪᠢᠮᠪᠠᠴᠢᠯᠠᠭᠤᠨ
ᠪ
ᡀᠠᠭᠪᠠᠰᠦᠶᠷᠦᠡᠭ᠌　モンゴル語キリル文字表記：Бямбачулуун Лхагвасүрэн）。2023年5月場所後の大関昇進まで名乗った旧四股名は霧馬山 鐵雄（きりばやま てつお）。血液型はO型。最高位は東大関（2024年1月場所）。豊富なスタミナと強靭な足腰で知られる。かつての師匠霧島一博と区別して「2代目霧島」と呼ばれることもある。

## 来歴

### 入門前
ドルノド県で羊を飼育する遊牧民の父の下に生まれる。幼い頃から父親の仕事の手伝いで1日30kmの乗馬を行うなど、自然と足腰が鍛えられた。井戸からの水くみも1日に数十往復したことが相撲の摺り足と同様の効果をもたらした。
*2014年に知人から日本で力士になるテストに誘われ、興味本位で何となく訪日する。同じテストを受けるためにモンゴルから日本を訪れた4人とともに陸奥部屋で稽古した。柔道経験はあったが、相撲経験はなかった。当時の身長は180cmを超えていたが、体重は70kgに満たない細い身体であった。陸奥親方は「5人の中で一番センスがあった」と回想する。陸奥親方は当初、日本出身ではない力士を弟子にする意向は無く、後援者らの依頼を受けて試験的にモンゴルから5人を受け入れた。言葉が通じない者を最初から指導することは相当な覚悟を要するため、陸奥親方はモンゴル出身者を受け入れることに消極的であった。

### 陸奥部屋入門から十両昇進まで
陸奥親方が部屋に5人のモンゴル人を体験入門させてから1か月ほどが経った頃、後援者からの催促もあり「親孝行がしたい。将来は日本に両親を呼びたい」と述べるハグワスレンを弟子として受け入れることを決断した。陸奥は「私の言うことが聞けなければ辞めてもらう」と厳しい態度で迎え入れた。ハグワスレンは2015年2月28日の新弟子検査を受けて合格し、興行ビザの取得を待って同年5月場所で初土俵を踏んだ。2015年5月場所初土俵の同期生に千代の海がいる。新弟子が通う相撲教習所では、相撲未経験ながら、大輝や宇良ら学生相撲出身でのちに幕内まで上がる力士らを相手に、堂々と渡り合う。入門後の稽古を見ていた陸奥は改めて「黙っていても幕内、三役にいく」と確信する。
大関昇進まで名乗った四股名の「霧馬山」は、師匠の陸奥の現役時代の四股名である霧島から「霧」を、モンゴル時代は遊牧民だったことに因んだ「馬」を入れ、部屋が所属する時津風一門の時津風部屋創設者である双葉山から読みの「ばやま」をそれぞれもらっており、期待がうかがえる。
序ノ口、序二段は各1場所で通過し、三段目に昇進した同年11月場所は7戦全勝で三段目優勝を果たした。2016年1月場所で幕下に昇進。同年5月場所後の稽古中に左膝内側側副靭帯部分断裂の重傷を負い、7月場所は自身初めての休場となって三段目へ陥落したが、1場所で幕下へ復帰し、11月場所以降は幕下に定着した。2016年5月場所の怪我は通常なら力士生命に関わるほどであったが、陸奥部屋後援会会長の室谷正明は「専門の医師が驚くほどの治癒能力。日本人の3倍はあるとかいわれ、回復が早い。育った環境もそうですが、持って生まれた特性でしょう」と証言している。2017年9月場所は、左手の小指付近を手術した直後だが強行出場するも、最初の取組みで敗れて2番目以降を休場する。
兄弟子の幕下・大日堂は「基本、優しい。付け人にもあまり怒らないし、感情的にならない」「メリハリは昔からあった気がします。やらないときはやらないけど、やるときはやる。あと本当に素直。言われたことはちゃんとやる」と霧馬山の若手時代を振り返った。
日本の生活に不慣れな様子は、陸奥の不安が的中した。野菜や魚を一切一切受け容れず硬い肉しか食べられない、日本語が理解できないなど、相撲部屋での生活に適応できずホームシックになったこともあったが、ステーキを500g食べた後で300g追加するなどの努力を重ねた結果、入門から1年間で体重は20kg増えた。
2018年5月場所は、西幕下35枚目の地位で7戦全勝とし、自身初めての幕下優勝を果たす。翌7月場所は十両目前の西幕下3枚目まで上がったが、最後の相撲で負け越して十両昇進を逃した。西幕下筆頭となった2019年1月場所は、最初の相撲で十両力士と対戦して敗れるも、2番目から4連勝して勝ち越しを決め、十両昇進を確実な状況とした。場所後の番付編成会議で、正式に3月場所での新十両昇進が決定した。陸奥部屋からの新十両誕生は、2008年1月場所の霧の若以来、約11年ぶりのことだった。入門当初、師匠から「関取になるまでモンゴルに帰るな」と命じられたが、その約束を果たした格好となった。

### 十両昇進から新三役まで
以降2019年は5場所十両に在位し、9月場所を除いて勝ち越しと良好な成績であった。12月5日の冬巡業うきは場所では9月に旧井筒部屋から移籍して部屋の横綱となった鶴竜とぶつかり稽古を行った。12月24日の2020年1月場所番付発表によって新入幕が決定。部屋からの新入幕は2008年5月場所の白馬以来。モンゴルでは幕内の取組はテレビ中継されるが十両の取組は千秋楽以外は結果発表のみなので、新入幕会見で霧馬山は「これからは15日、毎日テレビで見られる」と家族を思いやるコメントをした。新入幕を掴んだ背景に食事稽古があり、それまで丼飯山盛り2杯が限界であったが2019年11月場所前から部屋の横綱鶴竜に3杯を完食することを指導され（鶴竜によると「3杯はあくまで通過点であり将来的には4杯食べられるようにならないと」とのこと）、食べ終わるまで鶴竜が見守った。場所入りまでに、体重は10kg増え140kgほどに増えた。12月27日に時津風部屋へ出稽古に行き、平幕の正代、宝富士、豊山らと相撲を取って10勝9敗。1月場所は中日まで4勝4敗と一進一退であったが、残りを全て勝って11勝4敗を記録。優勝争いに加わったことからこの場所は敢闘賞を受賞。
2020年9月場所、9日目の貴景勝戦で左肩を負傷し、10日目から休場となったが、13日目から再出場し、再出場後は3連勝した（9勝4敗2休で勝ち越しも決定）。
12月18日から23日かけて6日間、相撲教習所で行われた合同稽古では、初めて稽古場で相撲を取ることになった阿武咲と共に切磋琢磨した。この合同稽古では関取でただ2人、阿武咲と共に皆勤を果たした。
2021年3月場所7日目、幕内初顔から3連敗の相手であった朝乃山に送り出しで勝利した。11日目、部屋の横綱の鶴竜の引退に対して「自分の取っている相撲を、もっと強くしていきたいと思います。本当に優しかった」とコメント。この場所は13日目に負け越すも、残り2日間は連勝し、7勝8敗で場所を終えた。

### 新三役から大関昇進まで
2021年11月場所は新三役。会見では「入門した時に『横綱を目指したい』と言った。その前に順番があるんで。まずは関脇を目指したい」と宣言。
12月21日に相撲教習所で行われた合同稽古では23番取った。
2022年3月場所では、御嶽海に勝利し、新大関に初めて土をつけることとなった。この場所の優勝者である若隆景にも勝利するなど、存在感を見せ、新入幕以来の2桁勝利となる10勝5敗で場所を終えた。
5月場所では初日に白星を獲得するも、2日目から3連敗。しかしそこから12日目に4敗目を喫して事実上脱落するまでの間に渡って優勝争いに加わった。この場所は10勝5敗の好成績であったが、翌7月場所は三役から平幕に落ちた力士がいなかったため番付運に恵まれず僅か1枚上昇にとどまる東前頭筆頭の地位で土俵に上がることとなった。この場所で8勝7敗と勝ち越し、続く9月場所は西張出小結の地位が与えられた。この場所は正代と貴景勝の2大関を撃破し、9勝6敗の勝ち越し。場所後の9月下旬に両鼻の蓄膿除去手術を受けた。
2023年1月場所は千秋楽の取組を待たずして技能賞を初受賞することが決定。12日目の貴景勝戦などが評価された。3月場所で新関脇となる東関脇に昇進。この場所は横綱・大関が中日以降不在という異例の事態となる中、出場力士の最高位の関脇として千秋楽まで優勝争いに加わり、千秋楽の取組結果を待たず自身2度目の技能賞を受賞。千秋楽は2敗でトップに立つ大栄翔を本割の取組で突き落としに仕留めて3敗に並び、優勝決定戦では物言いの付く取り組みであったが軍配通り突き落としで勝ち、初の幕内優勝を果たした。優勝した際の館内インタビューでは「勝ちと分かった瞬間、どこにいるか分からなかった」とコメント。千秋楽一夜明け会見では千秋楽の夜は「うれしすぎて、ご飯が入らなかった」と振り返り、6月に控えている兄弟子・鶴竜の引退相撲には大関として出席したいと意欲を示した。千秋楽の取組については「いつもは、見ると負けるからと、お母さんがテレビで取組を見ていないけど、昨日はお父さんも緊張して見ていなかったみたい」と語る。一夜明け会見は40分余り行われたが、30分を過ぎた頃から終了までの間、霧馬山は大関昇進への抱負を熱弁していた。
5月場所は大関取りの場所となり、10勝すれば「3場所33勝」に到達する状況。春巡業は当初右ふくらはぎの化膿により休場していたが、4月15日の藤沢場所から合流。4月28日の成田場所では、5月場所の目標として「1日1番。まずは勝ち越し。次に2ケタ」と掲げた。5月1日の番付発表会見では「今場所決めたい。やるしかない」「なかなかないチャンス。最後だと思っていきたい」と大関昇進に懸ける強い決意を語った。佐渡ケ嶽審判部長の元関脇琴ノ若は「1回で決めてほしい。（9勝でなく2ケタ勝利が）そこが一番、大事だと思う。1ケタでなく2ケタ10勝以上の成績で千秋楽を迎えてほしい。『霧馬山強いね』『安定しているしいいね』となっていけば」と大関昇進の最低ラインとして10勝を求めた。しかし場所では3日目の阿炎戦で逆転の引き落としに敗れ、早くも場所初黒星を喫する。4日目時点で八角理事長は「昨日の負けが響いているようで、勝たなければいけないというプレッシャーがあったかな。もっともっと元気を出してほしい。（立ち合い変化は）考え方が消極的」と語り大関取りに関しても「あまりいい印象はないですね」と述べた。しかしその後は勝ち星を連ね、12日目に貴景勝を寄り切りで破り、昇進目安の3場所合計33勝に到達した。大関昇進を決めたこの一番を見た八角理事長は「押されないというより（立ち合いで）当たり勝っている」と力を付けたことを認めるような発言をしていた。この場所は千秋楽の取組結果を待たず、2012年9月場所での妙義龍以来となる3場所連続での技能賞を獲得。日本相撲協会は5月場所の千秋楽に当たる28日、大関昇進を諮る臨時理事会を31日に開催することを決めた。
5月31日、日本相撲協会は臨時理事会と番付編成会議を開いて霧馬山の大関昇進を決定した。昇進伝達式では、同じ時津風一門の伊勢ノ海理事（元幕内・北勝鬨）、枝川審判委員（元幕内・蒼樹山）を使者に迎え「大関の名を汚さぬよう今まで以上に稽古して頑張ります」と口上を述べた。伝達式後の会見では、師匠の四股名を受け継ぎ、「霧島」（霧島鐵力=きりしま・てつお）に改名することが明かされた。引退相撲を控える自身との約束を守った弟弟子に鶴竜は「本人がよく頑張った。有言実行してチャンスを生かしたことは素晴らしい」と評した。師匠の陸奥は昇進伝達式の際の一問一答で「欲を言えば、早く私を超えてもらいたいのが一番です」と更なる奮起を望んでいた。

### 大関昇進後
6月3日、鶴竜引退断髪披露大相撲では横綱土俵入りで太刀持ちを務め、この日から正式に「大関霧島」とアナウンスされた。この日に横綱土俵入りで初めて太刀持ちを務めた感想を「結構重かった。どんどん手が下に下がってしまいました」と述べている。7日、故郷のドルノド県に4年ぶりに帰省。9日、霧島の昇進祝いのため、故郷でナーダムが催された。14日に帰国。なお、往路・復路共にファーストクラスのチケットが取れずエコノミークラスで飛行機に搭乗した。
ところが7月場所前の同月4日、佐渡ケ嶽部屋の名古屋場所稽古場に出稽古に行った際、右肘の痛みを訴えた。結局、場所初日の9日、協会に「右肋骨骨挫傷で約3週間の安静加療を要する見込み」の診断書を提出。霧島本人は初日当日まで出場を模索したものの、最終的に休場という決断に至った。新大関の初日からの休場は2000年5月場所の武双山以来23年ぶり昭和以降5人目となるが、既に初日に錦木との取組が発表されていたため、新大関が取組編成会議後の休場によって初日が不戦敗となる、大相撲の公式記録が残る昭和以降初の珍事となった。陸奥は「本人は良くなれば出たいらしい」と炎症が治まれば再出場に至る可能性を示唆した。その後、本人が出場の意思を示したため、4日目からの出場が決まり、復帰初戦は小結の琴ノ若戦が組まれた。新大関の初日休場からの途中出場も昭和以降初の事例となる。因みに琴ノ若戦は1995年1月場所5日目以来28年ぶりの「霧島-琴ノ若」戦。この場所は14日目に負け越しとなり、最終結果は6勝7敗2休で終えたため、翌9月場所は大関2場所目での角番となる。9月場所前の8月30日、都内の荒汐部屋で連続18番の三番稽古を若元春と行い、13勝5敗と9月場所に向けて順調な調整ぶりをのぞかせた。9月2日の稽古総見では大関陣で最多の17番を取り、13勝4敗だった。3日、東京都内のホテルで大関昇進祝賀会が行われた。9月場所は9勝6敗でカド番を脱出。
10月2日の全日本力士選士権では初優勝。11月場所前は1日40番ほどの稽古でオーバーワーク気味になった。場所では3日目に大関として自身初の初日からの3連勝を記録。そしてこの場所13勝2敗で2度目の幕内最高優勝を果たした。2023年は年間6場所で62勝を記録し、年間最多勝を受賞。千秋楽一夜明け会見では妻と3歳の長女の支えに感謝しつつ「今回の写真は良い記念になった。これから何回も記念写真を撮りたいね」と抱負を語った。師匠の代からのタニマチである霧島酒造は、霧島への優勝祝いとして「赤霧島」と霧島と同じ名がつく「霧島〈宮崎限定〉」を贈答。また「師匠の定年前に人生の中での1つの夢をつかみたい」と2024年4月に停年退職を控える師匠に対する"親孝行"への意気込みも述べた。場所後の横綱審議委員会の定例会合では山内昌之委員長が、1月場所でも優勝を果たせば「横審としても前向きに考える」と表明した。12月25日の2024年1月場所番付発表会見では「（横綱は）入った時からの目標だった。最初のチャンスなので一発でつかまえたい」と意気込みを語った。
2024年1月6日の二所ノ関一門連合稽古に、唯1人一門外から参加する熱心さを見せた。しかし9日の横綱審議委員会による稽古総見では関取衆相手に3勝5敗と精彩を欠いた。それでも、11日には時津風部屋での出稽古で29番取った。舞の海秀平は「霧島は綱とり前の稽古じゃない」と指摘している。場所では中日の翔猿戦で早くも2敗目を喫した。14日目の琴ノ若戦で2敗対決を行い、3敗目を喫したことで自力優勝の可能性が消滅。同時にこの時点で、この場所での綱取りが厳しい見通しとなった。千秋楽では琴ノ若が勝利したことで優勝の可能性が完全に消滅し、さらに自身の取組でも照ノ富士に敗れ場所を11勝4敗で終えたため、綱取りは完全に白紙となった。
4月に師匠の陸奥が停年退職となることに伴い、音羽山部屋に移籍する方向であることが3月2日に日本相撲協会関係者の話で分かった。
3月場所は稽古不足と1月場所で綱取りに失敗したことによる気持ちの落ち込みから絶不調で足が出ない相撲に終始し、5日目にようやく初日が出る有様であり、中日の時点で2勝6敗であった。中日に八角理事長は「霧島は精神的な粘り強さが感じられない」と苦言を呈していた。結局この場所は11日目に負け越し、5勝10敗で取り終えたため、翌5月場所は2度目の大関カド番となる。3月場所後の3月28日、陸奥部屋の閉鎖に伴い、9代陸奥らと共に4月2日付で音羽山部屋へ転籍することが承認された。
5月場所は6日目まで1勝5敗の不振で、7日目から「頸椎症神経根症で約2週間の加療を要する」との診断書を提出して休場した。師匠の音羽山は再出場しないと表明。次の7月場所は2023年5月場所以来の関脇で、この場所10勝を挙げれば1場所で大関に復帰することができる。この大関陥落については、6場所での陥落は御嶽海、大受に次ぐワースト3位で、モンゴル出身力士の大関陥落は、2017年11月場所の照ノ富士以来史上2人目となり、取組編成上は9日目の取組に霧島が入らなかった時点で陥落が確定したことになる。大関陥落に際し、24代音羽山（元鶴竜）は、「日頃の態度、相撲への接し方、勝負に対する気持ち…いろいろなものを見つめ直さないといけない」と厳しい言葉で奮起を促した。

### 大関陥落後
関脇で臨んだ7月場所は、大関特例復帰を目指したが、13日目に隆の勝に敗れ6敗目を喫した時点で、大関特例復帰は失敗に終わった。9月場所は10日目の優勝争い首位に立つ大の里との一番で立合い変化を打って自滅し、この内容の悪い相撲には現職親方、角界OBなど各方面から批判が相次ぎ、八角理事長からも「恥ずかしいし、格好悪い。こんな相撲を取るようではこれから先、大の里に勝てない」と切り捨てられた。それでも、この場所は12勝を挙げ、7月場所で8勝を挙げたことから、11月場所の成績次第では特例復帰によらず再大関となる可能性が生まれた。11月場所前の報道では「11月場所で13勝が大関復帰の条件」と明言された。ところがその11月場所は、初日から5連敗するなど不振で、結局6勝9敗の負け越しに終わってしまい、大関復帰どころか、次の2025年1月場所では平幕への陥落が濃厚である。これについては「これが今の自分の力。最初に連敗をして、徐々に自分の相撲が取れるようになってきて、今日もしっかりいこうと思ったけれど」「去年1年間はいい活躍をして、今年も活躍するつもりでいたが、悪い方向にいってしまった。いい経験の1年だったと思って、また稽古を頑張りたい」、そして2025年へ向けては「（大関に）戻りたい気持ちは変わらない。戻れるようにやっていく」と語った。
2025年1月場所は前頭筆頭に陥落した。初日から3連敗の後10連勝し優勝争いに加わり、14日目に平幕で2敗の金峰山に敗れ優勝争いからは脱落したものの、千秋楽勝利で11勝4敗とし敢闘賞を受賞した。
3月場所は東小結に復帰したが、8勝7敗の平凡な勝ち越しに留まった。なお13日目に一山本を破ったときの決まり手が当日上手投げと発表されたが、翌日下手投げに訂正されるという一幕もあった。
5月場所は再び、西関脇に復帰し、11勝4敗の好成績を挙げて技能賞を受賞し、大関復帰に向けての起点を作ったが、7月場所では終盤に失速し結局8勝7敗に終わり事実上再大関取りは白紙となった。

## 取り口
得意手は左四つ、寄り、投げ。投げは特に下手投げが得意で、モンゴル相撲や柔道の経験を生かしたものだが、幕下時代に右膝を負傷して以降は投げに慎重である。新入幕した頃に体重が増え、前まわしを引いて頭をつける攻めに迫力が増した。基本的に廻しを取らないと勝ち味が薄く、新入幕からしばらくは相撲が大き過ぎることが弱点であった。一時期師匠の影響で吊りを研究していた。諸手突きなどの技もあり、時折まわしを取らずに突っ張ってそのまま突き切る相撲も見せる。若隆景と共に動きの速い力士としても名前を挙げられている。悪癖としては安易な外掛けや相撲の遅さが指摘されており、大関昇進を懸けていた頃の課題となっていた。
新入幕を果たした頃、部屋の横綱になっていた鶴竜からは「厳しい立ち合いをしていくことだ」と助言された。
2021年5月場所の取組を見た10代錦戸は、廻しを取らせない考える相撲を評価した。
左前褌と浅く取った右上手を瞬時に引き付けて浮かせる相撲が霧馬山の理想の相撲の1つであり、2021年9月場所6日目に正代を力相撲にねじ伏せた一番はその好例である。
2021年9月場所中に花田虎上のコラムで、腰を引くモンゴル相撲の癖が抜けて腰を前に出す大相撲の基本ができていると評された。
2021年11月場所中は鶴竜親方から当たって前に出る時につま先立って上体だけで押しているため前に落ちやすい点をNHK大相撲解説の席で指摘された。
元白鵬の宮城野親方は「もう1つ上の番付になるには、新大関は何でもできちゃうけど『こうなったら強い』という、1つの型を身に着けてほしい」とエールを送った。
元武蔵丸の武蔵川親方からは大関昇進決定以降、逃げ腰の消極的で守りに入った相撲を繰り返し指摘されている。鶴竜親方によると課題は立ち合いの圧力といい「今場所（2023年11月場所）の2敗も圧力に押された。あとは大丈夫。投げも少なくなったし下がらなくなってきた。しっかり前に攻めきる相撲をとることだ」とのこと。
元鶴竜の音羽山親方は、筋力トレーニングが裏目に出た事や相撲の稽古が疎かになった事などで動きが悪くなり、これが在位6場所目で大関から陥落した原因だと、2024年5月場所後のデイリースポーツの取材において語っている。

## エピソード
- 2019年5月7日、師匠の陸奥を現役時代から支援していたNWIホールディングスから、イタリアのジュエリーブランド「MIMI」の図柄が描かれた化粧廻しを贈呈された。霧馬山の化粧廻しはこれで3本目[118]。
- 2020年1月8日、初場所に新入幕する霧馬山に、ネスレ日本は霧馬山がコーヒーを飲む図柄が刺繍された化粧まわしを贈呈した。2015年から陸奥部屋が同社のコーヒーマシンを設置していた縁である。同月8日から26日まで、ネスレ原宿は「陸奥部屋 ポリフェノールたっぷり ちゃんこ鍋セット」を期間限定で提供する。霧馬山が勝った翌日は半額で提供する[119][120]。
- モンゴル在住時代は血液型を知らず、2020年2月12日の力士や行司を対象とした協会の献血で初めてO型だと明らかになった。因みに参加した98人[121]の内半数以上が血液検査で不合格となる中、合格して献血の実施に至った[5]。
- 以前は好き嫌いが多かったが、鶴竜が部屋に移籍した2019年は納豆嫌いを克服するなど改善が見られた[122]。
- かつて日本語の勉強を兼ねて『テラスハウス』を観ていた[123]。因みに霧馬山の日本語力に関しては、日本語の上達が思わしくなく相撲教習所の落第を経験している程度であった。
- 日本語教育係を務めた元三段目・霧津羽左は、入門当初の霧馬山は日本語を一生懸命勉強していたと証言している。ちなみに、霧馬山が最初に覚えた日本語は『ドラゴンボール』の次回予告のフレーズである「オッス、オラ悟空!」だったと報じられている[124]。
- 2023年5月場所終了後に大関昇進が決まった時、師匠の陸奥親方が自身の現役時代の四股名である「霧島」を与えようと話を持ちかけたところ、本人からの返答は「それはいいです」だったという。この返答を聞いた陸奥親方は最初、四股名の襲名を断られたのかと思って落胆したが、本人は「それは良いです」と言って喜んでいたのであった[125]。
- 「モンゴルのHIKAKIN」と称されるモンゴル人俳優のガンバヤル・マンバヤルと懇意であり、2024年1月場所中には同時点で登録者数約111万人のコメディー系YouTubeチャンネルでマンバヤルが運営に携わる「Gremix」の関係者らが会場へ応援に駆け付けた[126]。

## 略歴
- 2015年5月場所 - 初土俵
- 2015年7月場所 - 序ノ口
- 2015年9月場所 - 序二段
- 2015年11月場所 - 三段目
- 2016年1月場所 - 幕下
- 2019年3月場所 - 新十両
- 2020年1月場所 - 新入幕
- 2021年11月場所 - 新小結
- 2023年3月場所 - 新関脇
- 2023年7月場所 - 新大関
- 2024年7月場所 - 大関陥落

## 主な成績
2025年7月場所終了現在

### 通算成績
2025年7月場所終了現在
- 通算成績：416勝283敗25休（61場所）
- 通算勝率：.595
- 幕内成績：277勝206敗12休（33場所）
- 幕内勝率：.573
  - 大関成績：45勝35敗10休（6場所）
  - 大関勝率：.563
  - 三役成績：110勝70敗（12場所）
  - 三役勝率：.611
    - 関脇成績：68勝37敗（7場所）
    - 関脇勝率：.648
      - 新関脇成績：12勝3敗（歴代5位タイ）

    - 小結成績：42勝33敗（5場所）
    - 小結勝率：.560
    - 前頭成績：122勝101敗2休（15場所）
    - 前頭勝率：.547

  - 十両成績：45勝30敗（5場所）
  - 十両勝率：.600
  - 幕下成績：60勝39敗13休（17場所）
  - 幕下勝率：.606
  - 三段目勝率：23勝5敗（4場所）
  - 三段目勝率：.821
  - 序二段勝率：6勝1敗（1場所）
  - 序二段勝率：.857
  - 序ノ口勝率：5勝2敗（1場所）
  - 序ノ口勝率：.714
- 年間最多勝：1回
  - 2023年（62勝26敗2休）
- 年間最優秀力士賞受賞回数：1回（2023年）
- 幕内連続2桁勝利記録：3場所（2023年1月場所 - 5月場所）
- 幕内優勝次点以上連続場所：2場所（2023年1月場所 - 3月場所）
- 新関脇優勝：史上4人目

### 各段在位場所数
2025年7月場所終了現在
- 通算在位：61場所
  - 幕内在位：33場所
    - 大関在位：6場所
    - 三役在位：12場所
      - 関脇在位：7場所
      - 小結在位：5場所

    - 平幕在位：15場所

  - 十両在位：5場所
  - 幕下在位：17場所
  - 三段目在位：4場所
  - 序二段在位：1場所
  - 序ノ口在位：1場所

### 各段優勝
- 幕内最高優勝：2回
  - 2023年（2回）3月場所、11月場所
- 年間最多優勝：1回
  - 2023年（2回・貴景勝と並んで受賞）
- 幕下優勝：1回（2018年5月場所）
- 三段目優勝：1回（2015年11月場所）

### 三賞・金星
- 三賞：6回
  - 敢闘賞：2回（2020年1月場所、2025年1月場所）
  - 技能賞：4回（2023年1月場所、2023年3-5月場所、2025年5月場所）
- 金星：なし

### 花相撲
- 明治神宮例祭奉祝全日本力士選士権大会優勝：1回（第80回・2023年）

### 場所別成績
| | 一月場所 初場所（東京） | 三月場所 春場所（大阪） | 五月場所 夏場所（東京） | 七月場所 名古屋場所（愛知） | 九月場所 秋場所（東京） | 十一月場所 九州場所（福岡） |
| --- | ----------------------- | ----------------------- | ----------------------- | --------------------------- | ----------------------- | --------------------------- |
| 2015年 （平成27年） | x                       | x                       | （前相撲）              | 西序ノ口20枚目 5–2          | 西序二段67枚目 6–1      | 西三段目96枚目 優勝 7–0     |
| 2016年 （平成28年） | 西幕下59枚目 3–4        | 東三段目13枚目 4–3      | 東三段目3枚目 6–1       | 西幕下30枚目 休場 0–0–7     | 東三段目11枚目 6–1      | 東幕下35枚目 5–2            |
| 2017年 （平成29年） | 東幕下20枚目 5–2        | 西幕下12枚目 3–4        | 東幕下18枚目 6–1        | 東幕下10枚目 3–4            | 西幕下14枚目 0–1–6      | 西幕下49枚目 6–1            |
| 2018年 （平成30年） | 西幕下21枚目 4–3        | 東幕下16枚目 2–5        | 西幕下35枚目 優勝 7–0   | 西幕下3枚目 3–4             | 東幕下6枚目 3–4         | 西幕下12枚目 6–1            |
| 2019年 （平成31年 /令和元年） | 西幕下筆頭 4–3          | 西十両14枚目 9–6        | 西十両11枚目 8–7        | 西十両9枚目 10–5            | 西十両4枚目 7–8         | 西十両5枚目 11–4            |
| 2020年 （令和2年） | 東前頭17枚目 11–4 敢    | 西前頭8枚目 9–6         | 感染症拡大 により中止   | 西前頭3枚目 6–9             | 東前頭5枚目 9–4–2       | 東前頭筆頭 3–12             |
| 2021年 （令和3年） | 西前頭8枚目 8–7         | 東前頭4枚目 7–8         | 東前頭4枚目 6–9         | 西前頭6枚目 9–6             | 西前頭2枚目 9–6         | 西小結 6–9                  |
| 2022年 （令和4年） | 西前頭筆頭 6–9          | 東前頭4枚目 10–5        | 東前頭2枚目 10–5        | 東前頭筆頭 8–7              | 西小結2 9–6             | 西小結 8–7                  |
| 2023年 （令和5年） | 東小結 11–4 技          | 東関脇2 12–3 技         | 東関脇 11–4 技          | 西大関 6–7–2                | 東大関 9–6              | 西大関 13–2                 |
| 2024年 （令和6年） | 東大関 11–4             | 東大関 5–10             | 西大関2 1–6–8           | 東関脇2 8–7                 | 東関脇2 12–3            | 東関脇 6–9                  |
| 2025年 （令和7年） | 西前頭筆頭 11–4 敢      | 東小結 8–7              | 西関脇 11–4 技          | 西関脇 8–7                  | x                       | x                           |
| 各欄の数字は、「勝ち-負け-休場」を示す。 優勝 引退 休場 十両 幕下 三賞：敢=敢闘賞、殊=殊勲賞、技=技能賞 その他：★=金星 番付階級：幕内 - 十両 - 幕下 - 三段目 - 序二段 - 序ノ口 幕内序列：横綱 - 大関 - 関脇 - 小結 - 前頭（「#数字」は各位内の序列） |                         |                         |                         |                             |                         |                             |

## 合い口
いずれも2025年7月場所終了現在。
（以下は最高位が横綱・大関の現役力士）
- 横綱・豊昇龍には10勝11敗（うち不戦勝1）。大関同士の対戦は霧島の2勝、横綱昇進後は霧島の1勝。
- 横綱・大の里には7敗。大の里の大関昇進後は3敗、横綱昇進後は1敗。
- 大関・琴櫻には13勝5敗。大関同士の対戦は霧島の1勝。
- 元大関・髙安には11勝8敗。いずれも髙安の大関陥落後の対戦である。
- 元大関・朝乃山に4勝5敗（うち不戦敗1）。朝乃山の大関在位中は2勝3敗。大関同士の対戦はなし。
- 元大関・正代には10勝10敗。正代の大関在位中は5勝6敗。大関同士の対戦はなし。
- 元大関・御嶽海には11勝7敗。御嶽海の大関在位中は霧島の2勝2敗。大関同士の対戦はなし。

引退力士（横綱・大関）
- 元横綱・白鵬には1敗。
- 元横綱・照ノ富士には13敗。
- 元大関・琴奨菊には1勝。
- 元大関・栃ノ心には5勝3敗。
- 元大関・貴景勝には9勝9敗（うち不戦勝2）。大関同士の対戦は2勝。（不戦勝1を含む）。

## 幕内対戦成績
| 力士名   | 勝数 | 負数 | 力士名   | 勝数 | 負数 | 力士名   | 勝数  | 負数 | 力士名   | 勝数 | 負数  |
| -------- | ---- | ---- | -------- | ---- | ---- | -------- | ----- | ---- | -------- | ---- | ----- |
| 碧山     | 3    | 1    | 安青錦   | 0    | 1    | 朝乃山   | 4     | 5(1) | 東龍     | 1    | 0     |
| 熱海富士 | 5    | 2    | 阿炎     | 10   | 8    | 勢       | 1     | 0    | 石浦     | 1    | 0     |
| 逸ノ城   | 4    | 4    | 一山本   | 2    | 0    | 宇良     | 8     | 4    | 遠藤     | 4    | 3     |
| 炎鵬     | 1    | 0    | 欧勝馬   | 2    | 0    | 阿武剋   | 1     | 0    | 阿武咲   | 5    | 5     |
| 王鵬     | 4    | 3    | 大の里   | 0    | 7    | 隠岐の海 | 6     | 4    | 魁聖     | 2    | 0     |
| 輝       | 3    | 2    | 金峰山   | 2    | 2    | 草野     | 0     | 1    | 豪ノ山   | 3    | 4     |
| 琴恵光   | 5    | 0    | 琴櫻     | 13   | 5    | 琴奨菊   | 1     | 0    | 琴勝峰   | 1    | 1     |
| 佐田の海 | 3    | 0    | 志摩ノ海 | 4    | 1    | 正代     | 10    | 10   | 湘南乃海 | 1    | 0     |
| 松鳳山   | 1    | 0    | 大栄翔   | 15*  | 11   | 貴景勝   | 9(2)  | 9    | 隆の勝   | 4    | 12    |
| 髙安     | 11   | 8    | 宝富士   | 3    | 3    | 尊富士   | 2     | 0    | 玉鷲     | 12   | 3     |
| 美ノ海   | 1    | 0    | 千代翔馬 | 4    | 0    | 千代大龍 | 2     | 2    | 千代丸   | 2    | 0     |
| 剣翔     | 2    | 0    | 照強     | 3    | 2    | 照ノ富士 | 0     | 13   | 時疾風   | 1    | 0     |
| 德勝龍   | 0    | 2    | 栃煌山   | 1    | 1    | 栃ノ心   | 5     | 3    | 翔猿     | 10   | 10(1) |
| 錦木     | 4    | 2(1) | 錦富士   | 1    | 0    | 伯桜鵬   | 1     | 1    | 白鵬     | 0    | 1     |
| 英乃海   | 1    | 0    | 平戸海   | 5    | 3    | 豊昇龍   | 10(1) | 11   | 北青鵬   | 1    | 0     |
| 北勝富士 | 5    | 2    | 御嶽海   | 11   | 7    | 翠富士   | 4     | 4    | 妙義龍   | 4    | 0     |
| 明生     | 9    | 6    | 豊山     | 1    | 1    | 竜電     | 3     | 2    | 若隆景   | 8(1) | 8     |
| 若元春   | 11   | 5    |          |      |      |          |       |      |          |      |       |

- 他に優勝決定戦では、大栄翔に1勝がある。

（カッコ内は勝数、負数の中に占める不戦勝、不戦敗の数。太字は2025年7月場所終了現在、現役力士。）

## 改名歴
- 霧馬山 鐵雄（きりばやま てつお）2015年5月場所 - 2023年5月場所
- 霧島 鐵力（きりしま てつお）2023年7月場所 -